# Shibetsu
Shibetsu (Japonês: 士別市 Shibetsu-shi; Ainu: Sipet) é uma cidade japonesa localizada na subprovíncia de Kamikawa, na província de Hokkaido.
Em 2003 a cidade tinha uma população estimada em 22 288 habitantes e uma densidade populacional de 37,32 h/km². Tem uma área total de 597,28 km².

Recebeu o estatuto de cidade a 1 de Julho de 1954.

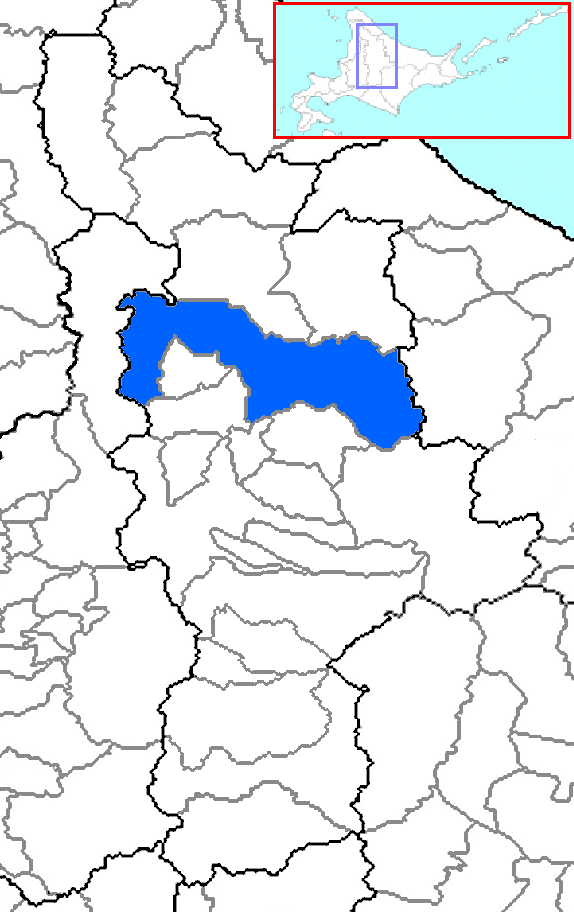

|         | Norte: Fuuren           |        |
| Oestet: | Shibetsu                | Leste: |
|         | Sul: Kembuchi e Wassamu |        |